# Résolution 2249 du Conseil de sécurité des Nations unies
Membres permanents
- Chine
- États-Unis
- France
- Royaume-Uni
- Russie

Membres non permanents
- Angola
- Chili
- Espagne
- Jordanie
- Lituanie
- Malaisie
- Nigeria
- Nouvelle-Zélande
- Tchad
- Venezuela

Résolution no 2248 Résolution no 2250
La résolution 2249 du Conseil de sécurité des Nations unies est adoptée à l'unanimité le 20 novembre 2015,. Il appelle notamment tous les États membres à redoubler d’efforts pour lutter contre les groupes État islamique et le Front al-Nosra, ainsi que d’autres organisations affiliées à al-Qaida désignées par le Conseil de sécurité.

## Résolution
La résolution « condamne sans équivoque, dans les termes les plus forts, les attentats terroristes horribles perpétrés par l'ISIS, également connu sous le nom de Daech », mentionnant l'attentat de Sousse, l'attentat de 2015 à Ankara, l'explosion du vol 9268 Metrojet et les attentats du 13 novembre 2015 en France.